# Epicnaptis
Epicnaptis is een geslacht van vlinders van de familie echte motten (Tineidae).

## Soorten
- E. myelodes (Meyrick, 1921)
- E. rigens Meyrick, 1916
- E. xylophthora Meyrick, 1922